# Lijst van burgemeesters van Maarssenbroek
Dit is een lijst van de burgemeesters van de voormalige Nederlandse gemeente Maarssenbroek in de provincie Utrecht, die op 1 januari 1818 ontstond door afsplitsing vanuit de toenmalige gemeente Maarssen en die per 8 september 1857 weer in die gemeente opging.
| Ambtsperiode            | Naam burgemeester               | Partij of stroming | Bijzonderheden                                                                      |
| ----------------------- | ------------------------------- | ------------------ | ----------------------------------------------------------------------------------- |
| 1818 - 1832             | J.G. Buddingh                   |                    |                                                                                     |
| 1832 - 1849             | F.L. Tissot van Patot           |                    |                                                                                     |
| 1849 - 1856             | Johannes Gerardus Dolmans       |                    | In (een deel van) dezelfde periode tevens burgemeester van Maarssen en Maarsseveen. |
| 1856 - 8 september 1857 | Joan Huydecoper van Maarsseveen |                    | In dezelfde periode tevens burgemeester van Maarssen en Maarsseveen.                |